# Sligo
Sligo (în irlandeză Sligeach) este un oraș portuar, reședința comitatului Sligo, regiunea Connacht, Republica Irlanda.